# جشنواره رمان

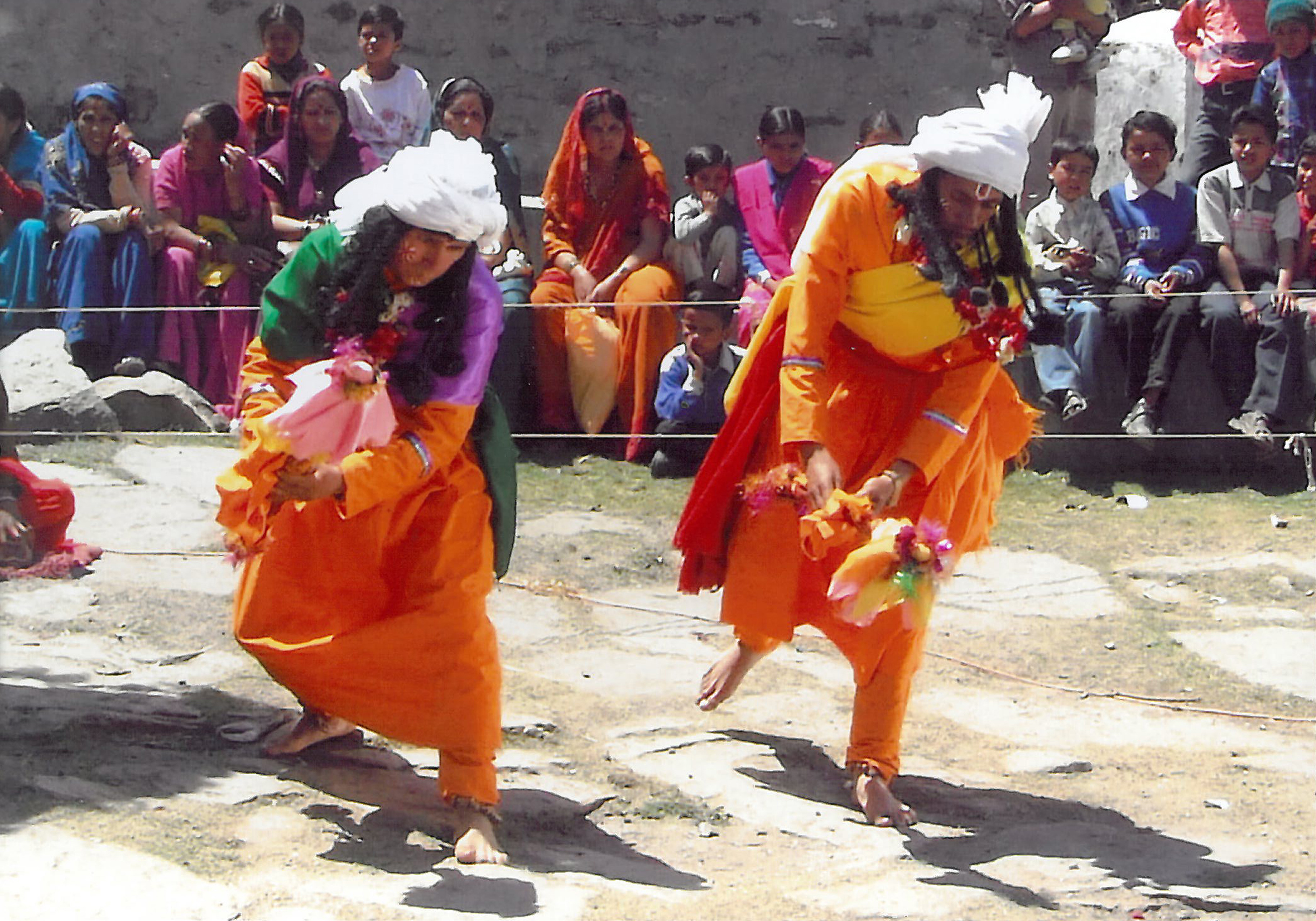
اجرای رمان

جشنواره رَمان (هندی: रम्माण उत्सव) جشنوارهای آیینی و تئاتر مذهبی مربوط به منطقه گَرهوال در هند است. این جشنواره متعلق به مردم گرهوالی است و در بسیاری از روستاهای این منطقه برگزار می‌شود. اگرچه رَمان‌های مختلفی مانند جَک رَمان وجود دارند، اما یکی از معروف‌ترین‌ها رَمان نقاب‌دار روستای سالور دونگرا در دره پینکهاندا از بخش چمولی در اوتاراکند هند است.
رَمان نقاب‌دار منحصر به روستای سالور دونگرا است و در هیچ جای دیگری از هیمالیا اجرا نمی‌شود. این جشنواره و هنر هم‌نام آن به عنوان پیشکشی به خدای روستایی، بومیال دوتا، در حیاط معبد روستا برگزار می‌شود.

## الهه
الهه نگهبان روستای سالور دونگرا، بومیچتراپال یا همان بومیال دوتا است. این جشنواره هر سال پس از وایساخی، که یک جشنواره برداشت محصول است و آغاز گاه‌شماری هندو را نیز نشان می‌دهد، برگزار می‌شود. در روز وایساخی، کاهن روستا تاریخ برگزاری جشنواره رَمان را که به نهم یا یازدهمین روز پس از وایساخی می‌افتد، اعلام می‌کند.
در روز وایساخی، بومیال دوتا به صورت یک مراسم آئینی به معبد آورده می‌شود. در روز دوم، مردم هریالی (گیاهان جوانه زده جو) را به الهه تقدیم می‌کنند و او در مقابل، رونق و برکت را برای کشاورزی و منابع جنگلی وعده می‌دهد. هر روز جشنواره، الهه دوری در روستا می‌زند. این جشنواره ۱۰ روز به طول می‌انجامد که در این مدت رامایانا خوانده می‌شود و رقص‌های نقاب‌دار که جنبه‌های مختلف زندگی را نشان می‌دهند، در حیاط معبد بومیال دوتا برگزار می‌شوند.
گفته می‌شود جشنواره رَمان در این منطقه حدود ۵۰۰ سال قدمت دارد و به مدت ۱۱ تا ۱۳ روز با همکاری پنچایت محلی برگزار می‌شود. هرچند رَمان در سایر مناطق نیز جشن گرفته می‌شود، رَمان روستاهای سالور و دونگرا شهرت بیشتری دارند.

## آیین‌ها و رقص‌ها
جشنواره رَمان با نیایش به گانش، برطرف‌کننده موانع، آغاز می‌شود و با رقص گانش و پارواتی ادامه می‌یابد. سپس رقص سوریا و بازنمایی داستان آفرینش برهما و گانش اجرا می‌شود. دیگر رقص‌ها شامل رقص نارده همراه با گوپی‌چاند (کریشنا) و رادا، رقص موار-موارین که سختی‌های چوپانان گاومیش را نشان می‌دهد و رقص زوج بازرگان (بنیه-بنیاین) که به مشکلات مردم عادی می‌پردازد، هستند.
در ادامه، اجرای داستان‌های محلی از راما آغاز می‌شود که از سفر او به جاناکپور شروع شده و با تاج‌گذاری او پس از بازگشت از تبعید پایان می‌یابد. این بخش‌ها در مجموع شامل ۳۲۴ ضرب‌آهنگ و گام هستند. همچنین اجرای موسیقایی جاگار، که بازگویی افسانه‌های محلی است، بخش مهمی از این جشنواره به‌شمار می‌آید.
رقص‌های دیگر نظیر مال نریتیا، کورجوگی و نرسینگ پتر نریتیا نیز در ادامه اجرا می‌شوند. در مال نریتیا، نبرد تاریخی میان گورکا و مردم محلی گرهوالی به صورت طنزآمیز بازنمایی می‌شود. در این نمایش، حضور یک مال قرمز از عنوان کنور در روستای سالور ضروری است زیرا باور دارند که این بخش از روستا از گورکاها حمایت کرده است. در کورجوگی، مراسمی اجرا می‌شود که در آن علف‌های هرز (کور) از مزارع روستا توسط یک شخصیت به نام کورجوگی جمع‌آوری می‌شود و در فضایی شادمانه مردم این علف‌ها را به یکدیگر پرتاب می‌کنند.

## سنتی تهدیدشده و منحصربه‌فرد
جشنواره رمان ترکیبی از مقدسات و اجتماعی بودن، آیین و شادی، و بازتاب‌دهنده تاریخ، ایمان، سبک زندگی، نگرانی‌ها و امیدهای اهالی روستای سالور دونگرا است. این جشنواره به صورت سالانه برگزار می‌شود و کودکان با مشاهده آن آموزش می‌بینند. مهارت‌های مختلفی که شامل رقص، آواز و نوازندگی می‌شود، به صورت شفاهی و در میان جوامع موروثی منتقل می‌گردد.
هجوم جهانی‌سازی و فناوری، همراه با نبود حمایت مالی یا جبران هنری، تأثیر منفی بر اجراهای آیینی و سنتی رمان گذاشته است. به دلیل جایگاه حاشیه‌ای آن نسبت به هنرهای اصلی، آگاهی از این جشنواره فراتر از مرزهای محلی آن کم است و در معرض خطر نابودی قرار دارد.
در این مراسم، مردم ماسک‌هایی از خدایان و شخصیت‌های دیگر می‌پوشند که از ساقه درخت بوج (Betula Utilis) ساخته شده است. این هنر در سال ۲۰۰۸ توسط مرکز ملی هنرهای ایندیرا گاندی (IGNCA) در دهلی معرفی شد. پس از این معرفی، این جشنواره محبوبیت زیادی پیدا کرد.
در سال ۲۰۰۹، یونسکو جشنواره رمان را در فهرست میراث فرهنگی ناملموس یونسکو ثبت کرد.
این جشنواره یکی از جذابیت‌های اصلی رژه روز جمهوری هند در ۲۶ ژانویه ۲۰۱۶ بود. در این نمایشگاه‌ها، غنای فرهنگی و تنوع جشنواره رمان برجسته شد و سنت‌ها و میراث منطقه اوتاراکند به نمایش درآمد.